# 23198 Norvell
23198 Norvell è un asteroide della fascia principale. Scoperto nel 2000, presenta un'orbita caratterizzata da un semiasse maggiore pari a 2,8526605 UA e da un'eccentricità di 0,0574414, inclinata di 3,06811° rispetto all'eclittica.